# Antonio Abete
Antonio Abete (Benevento, 7 maggio 1905 – Roma, 23 febbraio 1987) è stato un imprenditore italiano.

## Biografia
Nato a Benevento il 7 maggio 1905 dal beneventano Luigi e Caterina Ricci di San Marco dei Cavoti, apprese i segreti dell'arte tipografica dal padre titolare della tipografia Le Forche Caudine, e poi, trasferitosi a Roma giovanissimo, continuò sia nella capitale che a Benevento l'attività del genitore precocemente scomparso, ponendosi ben presto a capo di una ditta leader del settore la quale - in omaggio alla città d'origine ed utilizzando contestualmente le lettere del suo cognome - venne denominata A.Be.T.E. ossia Azienda Beneventana Tipografica Editoriale.
Nel corso degli anni la tipografia Abete si affermò anche come casa editrice e fornitrice di stampati per lo Stato, mentre il cavalier Antonio fu chiamato a ricoprire prestigiosi incarichi dapprima come presidente del Consorzio Area Sviluppo Industriale di Benevento Ponte Valentino e poi in seno all'Unione Industriali di Roma di cui fu presidente dal 1975 al 1980 cimentandosi altresì in investimenti nel settore alberghiero, rilevando nella propria città il Jolly Hotel (oggi President).
Tra le varie opere compiute dal cavalier Abete a favore della città natale si ricorda inoltre la stampa di numerosi testi monografici sul Sannio e il suo capoluogo, nonché la donazione a favore della Biblioteca Provinciale di quasi mille volumi, tra cui cataloghi di mostre, libri di storia e cultura locale, collane, pubblicazioni sul territorio e statistiche, che compongono oggi il Fondo Abete e sono simbolo dei successi della stampa e dell'editoria beneventane nate sin dal 1646.
Antonio Abete morì a Roma il 23 febbraio 1987 e riposa nel cimitero di Benevento. Ha avuto tre figli Luigi, Giancarlo e Antonella, attivi nel settore industriale, bancario, cinematografico, calcistico ed alberghiero.
Ad Antonio Abete è stata intitolata una strada di Benevento ed una piazza di San Marco dei Cavoti.